# 黃景夔
黄景夔（？—？年），號白水，四川重庆府忠州酆都縣人，民籍。明朝政治人物。

## 生平
正德二年（1507年）丁卯科四川乡试舉人，九年（1514年）甲戌科二甲第114名進士，授户部主事，升兵部员外郎，著有《白水集》。